# یواس‌آرسی موکاسین (۱۸۶۵)
یواس‌آرسی موکاسین (۱۸۶۵) (به انگلیسی: USRC Moccasin (1865)) یک کشتی بود که طول آن 104', 5" (1865) بود. این کشتی در سال ۱۸۶۴ ساخته شد.